# Falso-barbatimão
O falso-barbatimão (Cassia leptophylla) é uma árvore da família das fabáceas, sub-família Caesalpinioideae.
É característica de formações secundárias de florestas e sua ocorrência no interior da mata primária densa é rara. A frutificação ocorre no início no mês de março e tem seu término ao final julho
Esta árvore tem origem no Brasil. Em estado nativo, é mais fácil de ser encontrada nas florestas de pinhais do Paraná e Santa Catarina, sendo mais comum em solos argilo-arenoso, bem drenados e férteis.

## Usos
O falso-barbatimão tem uso paisagístico, sendo recomendado para a arborização urbana, desde que não haja fiação elétrica por perto. Também pode compor maciços em parques ou jardins grandes, e, em jardins pequenos, deve ser plantado isoladamente. É ainda muito bom para a recuperação de áreas degradadas.